# Blues metropolitano
Pour plus de détails, voir Fiche technique et Distribution.
Blues metropolitano est une comédie dramatique musicale italienne co-écrite et réalisée par Salvatore Piscicelli et sortie en 1985,.

## Fiche technique
- Titre original : Blues metropolitano
- Réalisation : Salvatore Piscicelli
- Scénario : Salvatore Piscicelli, Carla Apuzzo
- Photographie : Giuseppe Lanci
- Montage : Raimondo Crociani
- Musique : Joe Amoruso
- Costumes : Franz Prestieri
- Production : Claudio Bonivento
- Pays de production : Italie
- Langue originale : italien
- Format : couleur
- Genre : comédie dramatique
- Durée : 116 minutes
- Dates de sortie :
  - Italie : 4 mai 1985 (Milan)

## Distribution
- Marina Suma : Stella
- Ida Di Benedetto : Elena
- Barbara D'Urso : Francesca
- Stefano Sabelli : Tony Tarollo
- Paolo Bonetti : Gigino Giordano
- Maurizio Capone : Robertino detto Tex
- Tony Esposito : Tanino
- Angelo Cannavacciuolo : Pasqualino
- Peppe Lanzetta : Mimmo (comme Giuseppe Lanzetta)
- Joe Amoruso (it) : Joe Amoruso
- Pino Daniele : Pino Daniele
- Tullio De Piscopo : Tullio De Piscopo
- Adalberto Lara : Adalberto Lara
- Agostino Marangolo (it) : Agostino Marangolo
- Rino Zurzolo (it) : Rino Zurzolo

## Récompenses et distinctions
- (en) Blues metropolitano: Awards, sur l'Internet Movie Database